# Jeld-Wen Danmark
Jeld-Wen Danmark A/S er en dansk producent af døre, der markedsføres under mærket Swedoor. Virksomheden er en del af den amerikanske døre og vinduesproducent Jeld-Wen. Oprindeligt blev virksomheden etableret i 1991 under navnet Vest-Wood. I 2007 blev virksomheden solgt til Jeld-Wen. Jeld-Wen Danmark har hovedkvarter i Løgstør med afdelinger i Herning og Sønder Felding. I 2023 havde de ca. 500 ansatte og omsatte for 1,1 mia. kroner. 